# Kiss János (altábornagy)
Vitéz kolosvári Kiss János (Erdőszentgyörgy, 1883. március 24. – Budapest, 1944. december 8.) altábornagy, a Magyar Nemzeti Felkelés Felszabadító Bizottságának katonai vezetője. Az Osztrák Császári Vaskorona-rend lovagja. 1945. március 15-én posztumusz vezérezredessé léptették elő.  

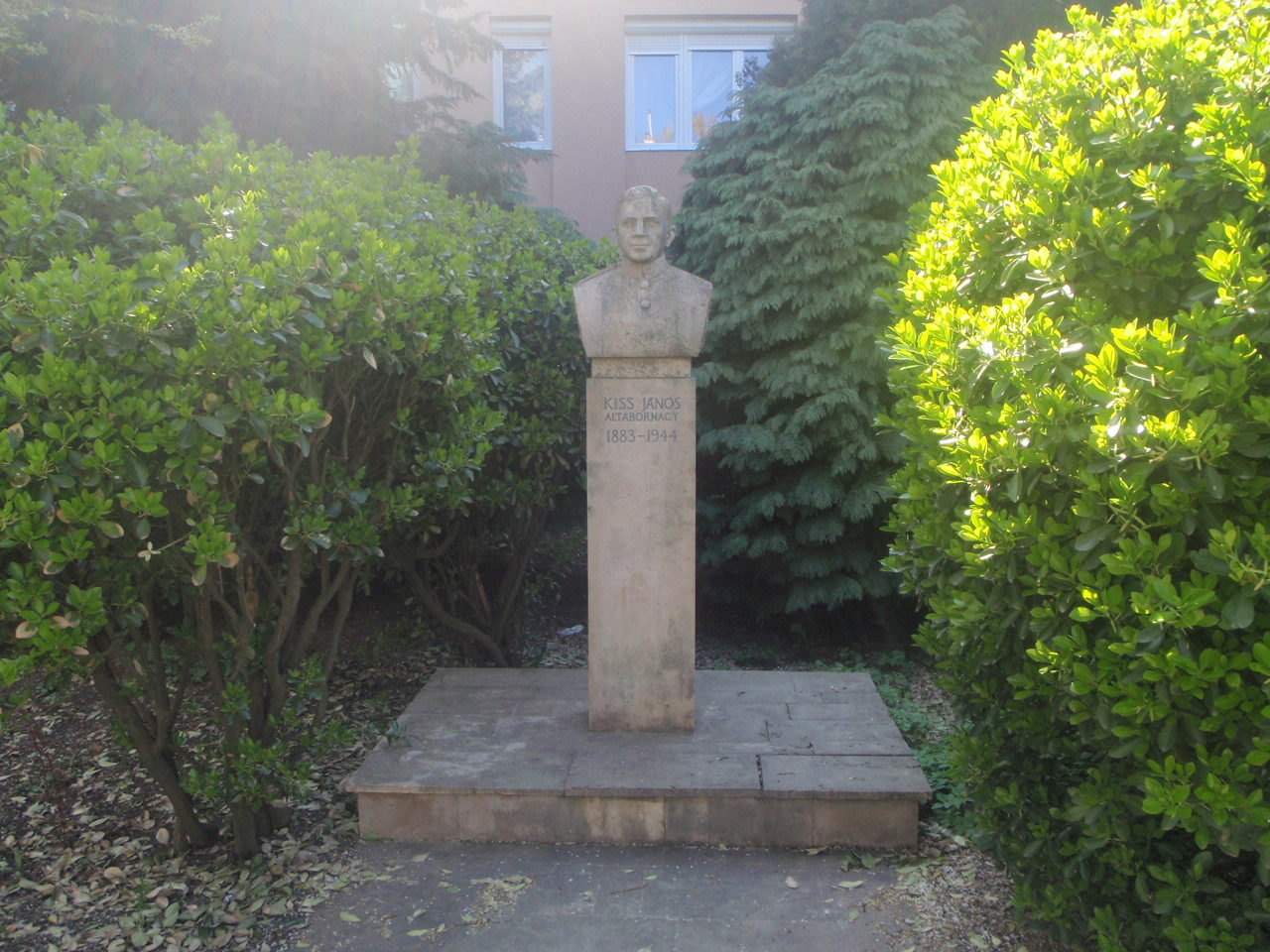
Kiss János altábornagy mellszobra Kőszegen

## Élete
Ősrégi székely nemesi katonacsaládból származott, amelyről már 1518-ból marad meg említés. Apja kolosvári Kiss János, királyi tanácsos, pénzügyi igazgató, anyja Karácsoni Róza (1860-1899) volt. Apai nagyapja, kolosvári Kiss Antal (1816-1904) 1848-as honvéd őrnagy, magyar királyi honvéd ezredes volt. Anyja halála után apja újra megnősült: kissomlyósi és kisgeresdi Doktorits Saroltát (1871-1941) vette el.  Kiss János anyai nagyszülei Karácsonyi János és Beátha Anna (1830–1883) voltak. Apai dédszülei kolosvári Kiss Sámuel (1789–1860), 1841- Fogaras várparancsnoka, császári és királyi őrnagy, 1848-as honvéd őrnagy és Kleps Teréz asszony voltak.
1902-ben elvégezte a nagyszebeni hadapródiskolát. Az első világháború után a kőszegi katonai alreáliskola tanára, majd egy kerékpáros dandár parancsnoka, végül a honvédség gyalogsági szemlélője lett. 1939-ben az ország német orientációja elleni tiltakozásul nyugdíjba vonult, ettől kezdve Kőszegen élt. Bajcsy-Zsilinszky Endre 1943-ban nagybaconi Nagy Vilmos távozásakor javasolta Horthynak, hogy Kiss Jánost nevezze ki honvédelmi miniszternek, de erre nem került sor. 1943 decemberében tagja volt az újvidéki vérengzés elkövetőinek tárgyalására kirendelt hadbíróságnak. 1944-ben a német megszállás után haditervet dolgozott ki, amelyben javasolta, hogy a magyar hadsereg csatlakozzon a jugoszláv ellenállási mozgalomhoz.
A nyilas hatalomátvételt követően Bajcsy-Zsilinszky személyes kérésére csatlakozott a magyar ellenállási mozgalomhoz, és a Magyar Nemzeti Felkelés Felszabadító Bizottsága akkor létesült Katonai Vezérkarának vezetője lett. A nyilasok Mikulich Tibor páncélos főhadnagy árulása révén a szervezkedést leleplezték, november 22-én a vezetőket elfogták, halálra ítélték, és a Margit körút katonai fegyházában kivégezték. A háború után több településen is utcát, illetve egy iskolát neveztek el róla. A kőszegi városi temetőben nyugszik, sírhelyét a Nemzeti Emlékhely és Kegyeleti Bizottság „A” kategóriában a Nemzeti Sírkert részévé nyilvánította.

## Házassága
1919. április 7-én Kőszegen feleségül vette az ágostai hitvallású Bakó Ilona (*Kőszeg, 1880. augusztus 17.–†?) tanárnőt, akivel a kőszegi évek alatt ismerkedett meg. Bakó Ilona szülei Bakó Sámuel és Thaunn Vilma voltak.

## Képgaléria

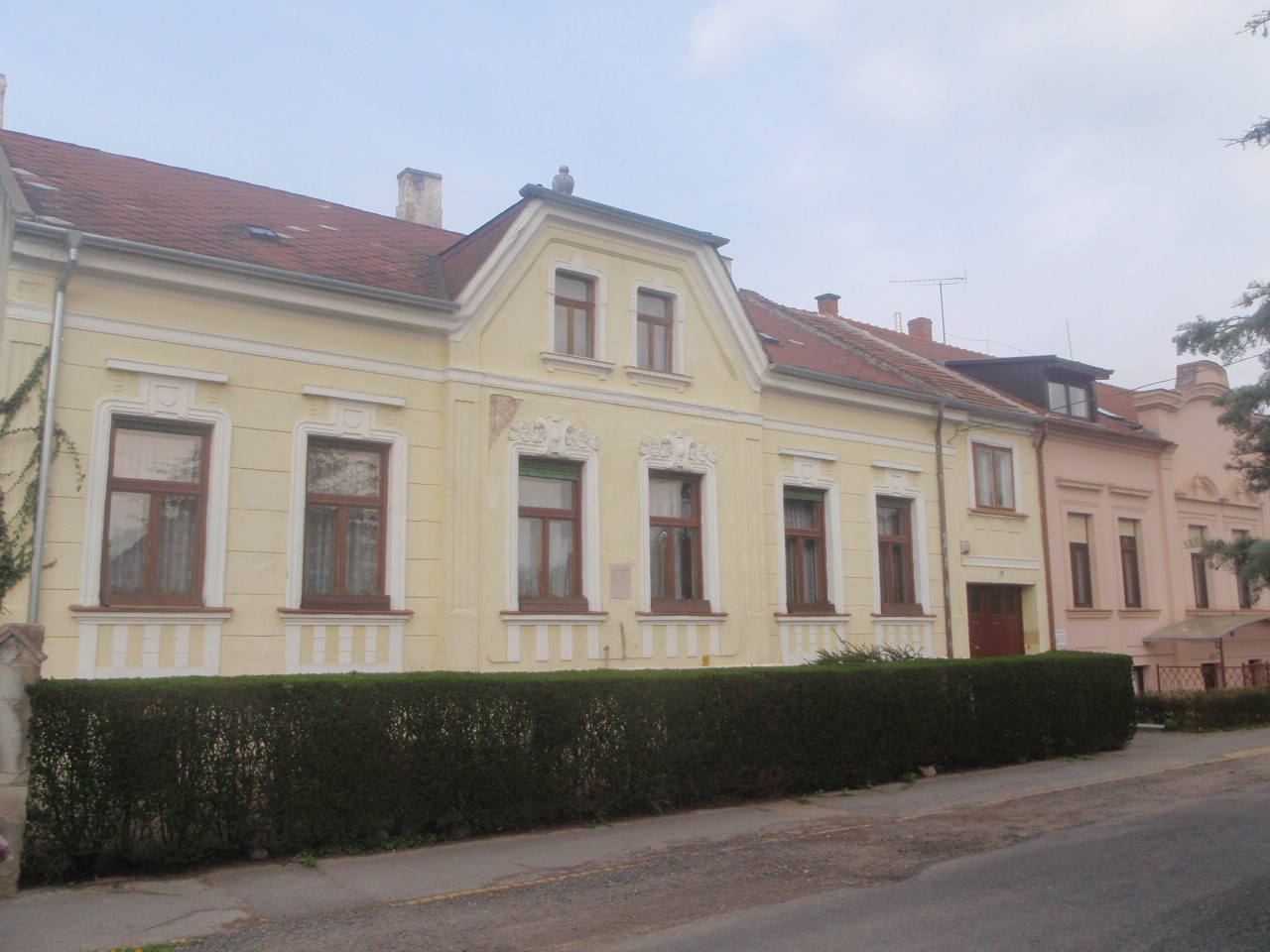
Egykori lakóháza:  Kőszeg, Bajcsy-Zsilinszky Endre utca 18.
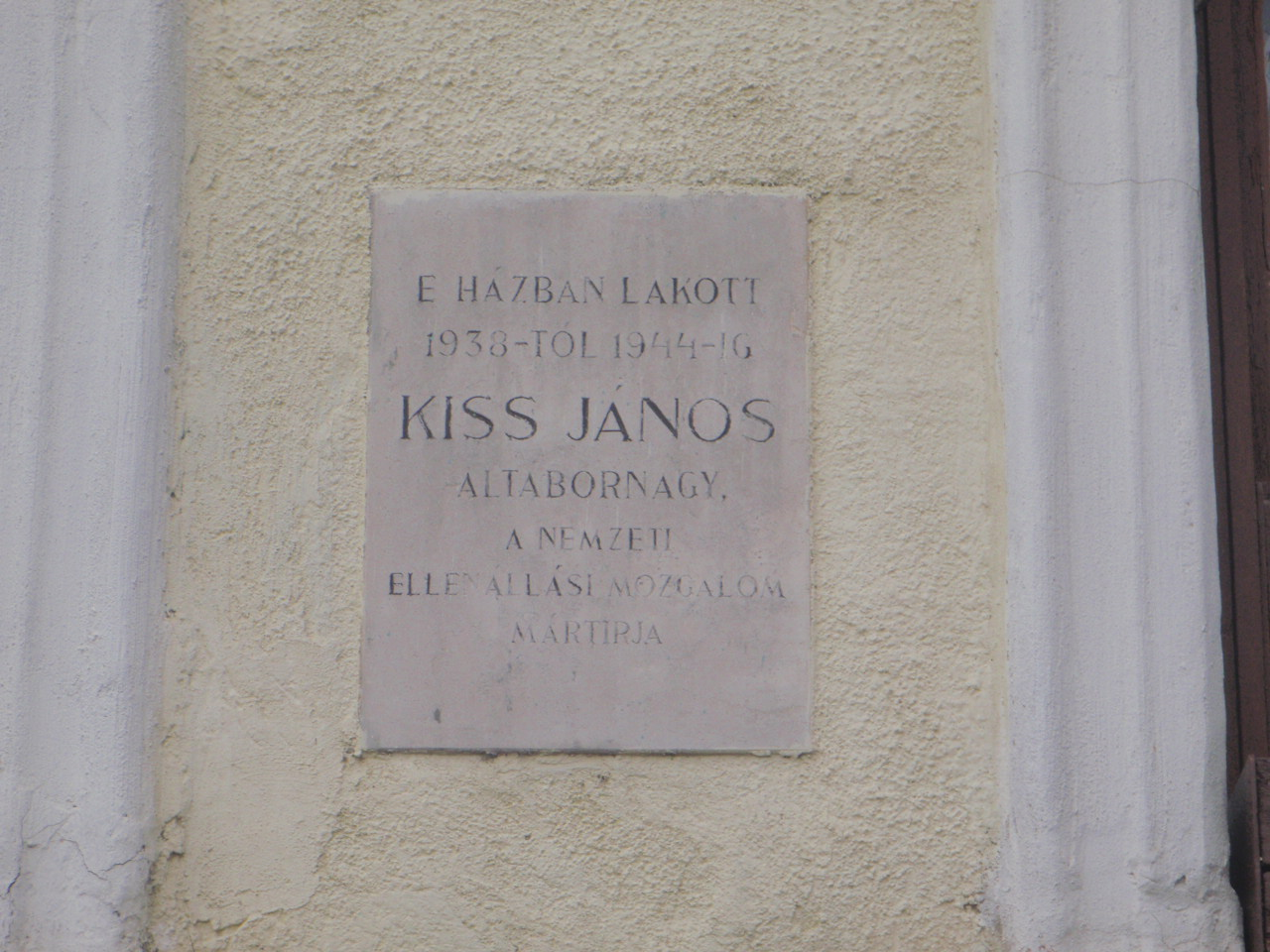
Emléktábla a kőszegi épületen
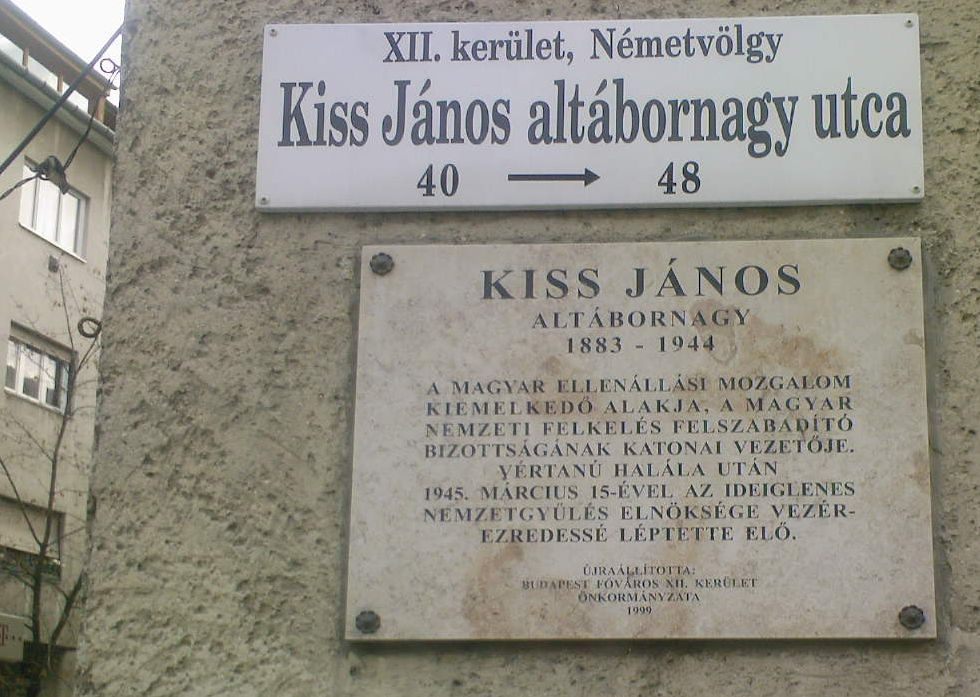
Emléktáblája Budapest XII. kerületében, Kiss János altábornagy utca 40.

## Emlékezete
A Budapest XII. kerületében található egykori Fery Oszkár utca (még korábban Mozdony utca) 1945-ben a Kiss János altábornagy utca nevet kapta.